# Byalihal, Sindgi
Byalihal là một làng thuộc tehsil Sindgi, huyện Bijapur, bang Karnataka, Ấn Độ.